# Ясеневский лесопарк
Ясеневский лесопарк — лесопарк на юго-западе Москвы. Расположен в районе Ясенево Юго-Западного административного округа. Площадь — 25 гектаров.

## Географическое расположение
Лесопарк находится между проездом Карамзина, МКАД и улицей Голубинской. Близлежащая станция метро — «Ясенево».

## История
Согласно постановлению Правительства Москвы от 27 мая 2014 года № 286-ПП, границы объекта природного комплекса № 90 Юго-Западного административного округа города Москвы, Ясеневский лесопарк (квартал 1 Битцевского леса), закреплены.

## Флора и фауна
Река Битца течёт на севере-востоке Ясеневского лесопарка, вдоль его границы.
Лес в основном представлен: деревьями: волосистоосоковыми и зеленчуковыми дубами, берёзами, липами — и кустарниками: лещина, жимолость. Средний возраст дубов варьируется от 100 лет до 120 лет.
В Ясеневском лесопарке существует более 190 видов флоры. Из них 4 вида папоротников, такие травы: сныть, медуница, копытень, вороний глаз — преимущественно охраняемые виды растений, как и во всей Москве в целом: ландыш майский, колокольчики.
Мир фауны в Ясеневском лесопарке представлен 50 видами. Из них такие позвоночные животные, как крот, землеройки, полёвки, заяц-беляк. Устраивают свои гнёзда птицы большой пёстрый дятел, большая синица, лазоревка, поползень, певчий дрозд.
6 видов растений и 1 вид животных Ясеневского лесопарка занесены в Красную книгу Москвы. Это колокольчик персиколистный, колокольчик раскидистый, колокольчик широколистный, медуница неясная, незабудка болотная, чина весенняя и травяная лягушка.